# Dingue
Dingue – solowy album francuskiej aktorki, Emmanuelle Seigner.
Autorami piosenek są francuski piosenkarz Doriand (właśc. Laurent Lescarret) oraz izraelska piosenkarka Keren Ann Zeidel. W przeciwieństwie do albumu Ultra Orange & Emmanuelle, Emmanuelle Seigner zaśpiewała tu w swoim ojczystym języku.
Kilka dni po aresztowaniu 26 września 2009 męża piosenkarki, Romana Polańskiego, planowana na 2 listopada 2009 premiera albumu została przesunięta na 25 stycznia 2010. Ostateczna data premiery to 8 lutego 2010.
Tytuł płyty (Dingue) można przetłumaczyć na język polski jako „Szalona”.
Piosenki „Le Jour parfait” i „Dingue” były promowane nakręconymi do nich teledyskami.

## Lista utworów
| 1.  | „Dingue”                                                                                                  | 2:42  |
|     | |       |
| 2.  | „Le Fantôme”                                                                                              | 2:48  |
|     | |       |
| 3.  | „Le Jour parfait”                                                                                         | 3:17  |
|     | |       |
| 4.  | „Jamais d’autres que moi”                                                                                 | 3:12  |
|     | |       |
| 5.  | „Alone à Barcelone”                                                                                       | 2:59  |
|     | |       |
| 6.  | „La Dernière Pluie” (duet z Iggym Popem)                                                                  | 3:24  |
|     | |       |
| 7.  | „P’tite Pédale”                                                                                           | 3:30  |
|     | |       |
| 8.  | „Femme fatale”                                                                                            | 3:04  |
|     | |       |
| 9.  | „Emmanuelle”                                                                                              | 3:45  |
|     | |       |
| 10. | „Qui êtes-vous?” (duet z Romanem Polańskim)                                                               | 3:38  |
|     | |       |
| 11. | „Autant s’aimer autant”                                                                                   | 4:12  |
|     | |       |
| 12. | „Quand tu n’es pas là”                                                                                    | 1:54  |
|     | „Quand tu n’es pas là” to cover piosenki Brigitte Fontaine, zawarty jedynie na wersji internetowej albumu |       |
|     | | 38:25 |
|     | |       |